# Novocaïne (film, 2025)
Pour les articles homonymes, voir Novocaine.
Pour plus de détails, voir Fiche technique et Distribution.
Novocaïne (Novocaine) est un film américain réalisé par Dan Berk et Robert Olsen, sorti en 2025.
Cette comédie d'action met en scène Jack Quaid dans le rôle de Nathan « Novocaine » Caine, un employé de banque incapable de ressentir la douleur, qui part à la rescousse de sa collègue Sherry. Cette dernière, dont il est amoureux, a été prise en otage par un groupe de braqueurs. Traqué par la police qui le croit responsable, il va tout faire pour la sauver.

## Synopsis
À San Diego, Nathan Caine est un employé de banque presque normal. Il est cependant atteint d'une affection rare : une insensibilité congénitale à la douleur. L'une de ses collègues, Sherry Margrave, s'intéresse à lui, mais Nathan hésite notamment en raison de son état et de son manque d'expérience avec les femmes. Alors qu'il est dans un bar avec elle, Nathan rencontre la brute qui le harcelait au collège et qui le surnomme « Novocaïne ». Sur une idée de Sherry, il se venge de lui en lui faisant boire un shot de sauce piquante, et passe ensuite la nuit avec elle.
Le lendemain matin, jour du réveillon de Noël, une bande de braqueurs menée par Simon Greenly s'en prend à la banque où travaillent Sherry et Nathan. Déguisés en père Noël, ils prennent Sherry en otage. Sur un coup de tête, Nathan vole une voiture de police pour poursuivre celle dans laquelle Sherry est retenue, mais il suit la mauvaise voiture et se retrouve confronté à un autre braqueur, Ben Clark, dans la cuisine d'un restaurant. Il finit par abattre Ben, non sans s'être gravement brûlé la main en récupérant son arme dans une friteuse.
Après avoir remarqué le tatouage de Ben, Nathan retrouve le tatoueur, Zeno, et l'interroge pour obtenir l'adresse de Ben, espérant retrouver Sherry. Après une bagarre qui laisse Zeno gravement aveugle, Nathan parvient à lui soutirer le nom de famille de Ben. Nathan appelle son seul véritable ami, Roscoe Dixon, un joueur en ligne qu'il n'a jamais rencontré en personne, qui l'aide à trouver l'adresse du domicile de Ben. La maison de Ben est piégée et Nathan, après en avoir subi quelque uns, parfois s'en s'en rendre compte immédiatement, se retrouve pris dans un piège à collet et se retrouve suspendu la tête en bas ; désespéré, il appelle Roscoe. Andre, le frère de Ben, entre dans la maison et commence à torturer Nathan, qui feint de ressentir de la douleur. Roscoe arrive et ensemble, ils parviennent à tuer André. Les policiers du San Diego Police Department Mincy Langston et sa partenaire Coltraine Duffy arrivent à la maison et arrêtent Roscoe, qui a échangé ses vêtements avec Nathan.
Nathan retrouve Sherry et Simon dans un garage. Il découvre avec stupeur qu'elle est en réalité la sœur de Simon et complice du braquage. Elle avait initialement l'intention de séduire Nathan pour connaître le code du coffre-fort, mais elle a développé de véritables sentiments pour lui. Simon tente de tuer Nathan malgré les protestations de Sherry, mais il est abattu par Coltraine qui arrive, tandis que Sherry et Nathan sont arrêtés. Simon abat à son tour Coltraine et s'enfuit dans l'ambulance qui retenait Nathan. Sherry se libère des menottes et poursuit l'ambulance tandis que Roscoe emmène Mincy à l'hôpital.
Après avoir repris connaissance, Nathan se libère des menottes et affronte de nouveau Simon, qui lui casse notamment le bras, juste à l'arrivée de Sherry. Alors qu'il s'apprête à tuer Sherry, Nathan s'injecte de l'adrénaline et tue Simon en lui plantant l'os de son bras exposé dans la mâchoire avant de s'évanouir, épuisé par toutes ses blessures. Lorsque Nathan se réveille à l'hôpital deux semaines plus tard, il apprend qu'il a été condamné à six mois d'assignation à résidence au lieu d'une longue peine de prison, parce qu'il a sauvé la vie du policier dont il a pris la voiture pour poursuivre Sherry.
Un an plus tard, Nathan rend visite à Sherry, qui purge une courte peine pour son rôle dans le braquage. Ils partagent une tarte aux cerises, le premier aliment solide que Nathan ait jamais mangé, que Sherry lui avait fait découvrir lors de leur premier rendez-vous. Tandis que les gardiens raccompagnent Sherry dans sa cellule, Nathan mâche et sourit, impatient de sa libération et heureux de l'avoir dans sa vie.

## Fiche technique
Sauf indication contraire, les informations mentionnées dans cette section peuvent être confirmées par la base de données cinématographiques IMDb,  présente dans la section « Liens externes ».
- Titre original : Novocaine
- Titre français : Novocaïne
- Réalisation : Dan Berk et Robert Olsen
- Scénario : Lars Jacobson
- Décors : Kara Lindstrom
- Photographie : Jacques Jouffret
- Montage : Christian Wagner
- Musique : Lorne Balfe et Andrew Kawczynski
- Production : Joby Harold, Tory Tunnell, Drew Simon, Julian Rosenberg et Matt Schwartz
  - Production exécutive : Josh Adler, Paul Barbeau, Lars Jacobson, Matt Schwartz et Sam Speiser
- Sociétés de production : Infrared Pictures, Safehouse Pictures, Circle of Confusion et Domain Entertainment
- Société de distribution : Paramount Pictures
- Budget : 18 000 000 $
- Pays de production :  États-Unis
- Langue originale : anglais
- Format : couleur — 2,39:1
- Genre : comédie, action, thriller
- Durée : 110 minutes
- Dates de sortie[2] :
  - États-Unis : 14 mars 2025
  - France : 26 mars 2025
- Classification[3] :
  - États-Unis : R
  - France : interdit aux moins de 12 ans avec avertissement[4]

## Distribution
- Jack Quaid (VF : Jim Redler) : Nathan « Novocaine » Caine
- Amber Midthunder (VF : Juliette Lamboley) : Sherry Margrave
- Ray Nicholson (VF : Kévin Garnichat) : Simon Greenly
- Jacob Batalon (VF : Anatole Yun) : Roscoe Dixon
- Betty Gabriel (VF : Déborah Claude) : Mincy Langston
- Matt Walsh (VF : Éric Peter) : Coltraine Duffy

 Source et légende : version française (VF) sur RS Doublage et carton cinématographique du doublage français.

## Production
En octobre 2023, Jack Quaid est annoncé dans un thriller d'action intitulé Novocaine, réalisé par Dan Berk et Robert Olsen et écrit par Lars Jacobson. C'est le premier film produit par Infrared Pictures, un label du studio FilmNation Entertainment (en),. En février 2024, Paramount Pictures acquiert le film, alors qu'Amber Midthunder est confirmée. Le mois suivant, c'est au tour de Ray Nicholson, Jacob Batalon, Betty Gabriel et Matt Walsh de rejoindre le film.
Le tournage débute en avril 2024 au Cap, en Afrique du Sud,.

## Sortie et accueil

### Date de sortie
Le film sort dans les salles américaines le 14 mars 2025, et dans les salles françaises le 26 mars 2025.